# Pagans in Vegas
Pagans in Vegas è il sesto album in studio del gruppo rock canadese Metric, pubblicato nel settembre 2015.

## Tracce
1. Lie Lie Lie – 4:25
2. Fortunes – 4:12
3. The Shade – 3:36
4. Celebrate – 4:00
5. Cascades – 5:24
6. For Kicks – 4:36
7. Too Bad, So Sad – 3:24
8. The Other Side – 3:51
9. Blind Valentine – 3:22
10. The Governess – 4:01
11. The Face Part I – 5:01
12. The Face Part II – 3:20